# San Cesareo de Appia
San Cesareo de Appia, officiellt San Cesareo in Palatio, är en kyrkobyggnad i Rom, helgad åt den helige martyren Caesarius av Terracina. Kyrkan är belägen vid Via di Porta San Sebastiano i Rione Celio och tillhör församlingen Santissimo Salvatore e Santi Giovanni Battista ed Evangelista in Laterano.

## Kyrkans historia
Den ursprungliga kyrkan uppfördes på 700-talet på resterna av en byggnad från 100-talet. Denna byggnad uppvisar ett mosaikgolv i svart och vitt. San Cesareo-kyrkan byggdes om på tillskyndan av kardinal Cesare Baronius under påve Clemens VIII i slutet av 1500-talet och början av 1600-talet. Fasaden ritades av Giacomo della Porta och är ett av hans sista verk. Fasadens fresker har dock i stort sett utplånats av föroreningar, väder och vind.

## Interiören
Mosaiken i absidens halvkupol, Gud Fadern omgiven av änglar, är utförd av Francesco Zucchi efter kartonger av Cavalier d'Arpino. Även triumfbågens Bebådelsen är utförd efter förlaga av Cavalier d'Arpino. Kyrkans inredning uppvisar omfattande cosmatarbeten. Merparten av denna inredning tros ha överförts från tvärskeppet i San Giovanni in Laterano, då denna basilika byggdes om inför Jubelåret 1600.

## Titelkyrka
San Cesareo in Palatio stiftades som titelkyrka av påve Leo X år 1517. Titelvärdigheten upphävdes av påve Sixtus V år 1587.
Kardinalpräster
- Niccolò Pandolfini (1517–1518)
- Vakant (1518–1530)
- Louis de Gorrevod de Challand (1530–1535)
- Vakant (1535–1540)
- Bartolomeo Guidiccioni (1540–1543)
- Cristoforo Madruzzo (1545–1560)
- Pier Francesco Ferrero (1561–1561)
- Vakant (1561–1570)
- Arcangelo de' Bianchi (1570–1580)
- Vakant (1580–1587)

## Titeldiakonia
San Cesareo in Palatio återstiftades som titeldiakonia av påve Clemens VIII år 1600.
Kardinaldiakoner under 1900- och 2000-talet
- Vakant (1898–1911)
- Willem Marinus van Rossum (1911–1915)
- Vakant (1915–1922)
- Franziskus Ehrle (1922–1934)
- Domenico Mariani (1935–1939)
- Vakant (1939–1958)
- Francesco Bracci (1958–1967)
- Karol Wojtyła, titulus pro hac vice (1967–1978), sedermera påve Johannes Paulus II
- Vakant (1978–1985)
- Andrzej Maria Deskur (1985–1996), titulus pro hac vice (1996–2011)
- Antonio Maria Vegliò (2012–)

## Kyrkans omgivningar
- Oratorio dei Sette Dormienti
- Kardinal Bessarions villa

## Bilder
| - Den medeltida ambon. - Kyrkans innertak. |